# 에밀리아 아티아스
에밀리아 아티아스(Emilia Attías, 1987년 3월 20일 ~ )는 아르헨티나의 배우, 가수, 모델, 사회자이다.

## 출연 작품
- 메이 유 리브 인 인터레스팅 타임즈 (2017)
- 돌로레스 (2016)
- 콘트라상그레 (2015)